# Anna J. Szepielak
Anna J. Szepielak (ur. 1975 w Tarnowie) – polska pisarka, autorka powieści obyczajowych oraz historycznych.

## Życiorys
Absolwentka Uniwersytetu Pedagogicznego w Krakowie. Pracowała jako nauczycielka języka polskiego w placówkach oświatowych, m.in. w Zespole Szkół Ponadgimnazjalnych w Żabnie. Była również dziennikarką w lokalnym tygodniku, w którym ukazywały się jej artykuły i recenzje nowości wydawniczych oraz recenzentką na regionalnych portalach informacyjnych. 
Na rynku wydawniczym zadebiutowała w roku 2010 powieścią obyczajową Francuskie zlecenie (tytuł z I wydania: Zamówienie z Francji), która zyskała dużą popularność i doczekała się kontynuacji pt. Francuski klejnot. Powieść Anny Szepielak pt. Dworek pod Lipami uzyskała status bestsellera, a kolejne: Młyn nad Czarnym Potokiem oraz Wspomnienia w kolorze sepii otrzymały nagrody jury w plebiscycie portalu granice.pl na najlepszą powieść na jesień w kategorii książek obyczajowych w 2013 i 2014. Najpopularniejsze powieści autorki doczekały się wznowień. 
Po dłuższej współpracy z wydawnictwem Nasza Księgarnia dołączyła do grona autorów wydawnictwa Filia, które opublikowało jej pierwszą serię historyczną: cykl Dziedzictwo rodu. Audiobooki powieści autorki ukazują się nakładem wydawnictwa Storybox
W 2022 roku autorka otrzymała jednorazowe stypendium z Funduszu Popierania Twórczości ZAiKS na napisanie zbioru mikroprozy o roli muzyki na renesansowym dworze Jagiellonów.
W roku 2023 nakładem wydawnictwa Filia ukazał się pierwszy tom kolejnej historycznej serii, bardzo ciepło przyjętej przez czytelników i recenzentów: powieść pt. Miłość i tron. Zygmunt Jagiełłowic. Część druga pt. Piąty król. Zygmunt I zwany Starym miała premierę wiosną roku 2024.

## Twórczość literacka
- Dworek pod Lipami. wyd. I. Wydawnictwo Nasza Księgarnia, 2012; wyd. II: Wydawnictwo Filia, 2019.

Cykl francuski
- Francuskie zlecenie (pierwotny tytuł – Zamówienie z Francji). wyd. I: Novae Res, 2010; wyd. II: Wydawnictwo Nasza Księgarnia, 2016.
- Francuski klejnot Wydawnictwo Nasza Księgarnia, 2017.

Cykl małopolski – saga rodzinna
- Młyn nad Czarnym Potokiem (tom I) wyd. I: Nasza Księgarnia, 2013; wyd. II: Wydawnictwo Filia, 2019.
- Wspomnienia w kolorze sepii (tom II), wyd. I: Wydawnictwo Nasza Księgarnia, 2014; wyd. II: Wydawnictwo Filia, 2020.
- Znów nadejdzie świt (tom III), wyd. I: Wydawnictwo Nasza Księgarnia, 2015; wyd.II: Wydawnictwo Filia, 2021[15].

Cykl historyczny Dziedzictwo rodu
- Przekroczyć rzekę. Wydawnictwo Filia, 2018.
- Wybór Julianny. Wydawnictwo Filia, 2019.
- Jesteś opowieścią. Wydawnictwo Filia, 2021[16].

Cykl historyczny Serce w koronie
- Miłość i tron. Zygmunt Jagiełłowic (tom I) Wydawnictwo Filia, 2023[17]
- Piąty król. Zygmunt I zwany Starym (tom II) Wydawnictwo Filia, 2024[18]